# Hwicce
Hwicce o Regne dels Hwicce va ser un país situat al sud de l'illa de la Gran Bretanya, que té els seus orígens en les tribus celtes del segle i, probablement es va consolidar després que els romans abandonessin Britànnia, però que només està documentat des de l'època de l'Heptarquia anglosaxona. A la Crònica anglosaxona és esmentat per primera vegada el 577, quan van ser atacats per Wessex. Després del 628, el país va passar a ser un regne associat de Mèrcia i amb el temps va estar considerat com una regió de Mèrcia.
En el cens del segle viii, anomenat Tribal Hidage, consta que tenia 7.000 hides, cosa que el fa comparable en extensió i economia al Regne d'Essex o al Regne de Sussex.
Els límits exactes d'aquest país es desconeixen, però és probable que coincidís amb els que tenia antigament la diòcesi de Worcester, que es va crear el 679 o 680. Els primers bisbes d'aquesta diòcesi portaven el títol d'Episcopus Hwicciorum. Per tant, el territori dels hwicce incloïa l'actual àrea de Worcestershire (excepte l'extrem nord), el de Gloucestershire (llevat del bosc de Dean), la meitat sud-oest de Warwickshire, Bath amb la zona al nord de l'Avon, més petites parts de Herefordshire, Shropshire, Staffordshire i el nord-oest de Wiltshire.

## Nom
La paraula Hwicce sembla que sigui el nom d'una tribu, "els hwiccis", però no s'ha pogut demostrar. Una proposta etimològica suposa que deriva d'un nom comú hwicce, que voldria dir «arca, cofre», que li haurien donat perquè el territori té forma de vall plana voltada pels turons del Cotswolds i els Malverns. Una segona possibilitat és que derivi d'un nom de persona i voldria dir «la gent/el clan de l'home anomenat Hwicce», però no es coneix ningú que tingués aquest nom. Eilert Ekwall ha relacionat aquesta paraula, basat en raonaments lingüístics, amb els gewisse, el clan fundador de Wessex. També Smith suggereix que es tracta del nom d'una tribu, però aquest autor creu que originàriament es va emprar amb sentit pejoratiu, i voldria dir «els covards», ja que el terme sembla un cognat de la paraula anglesa quake, també cognat del terme en nòrdic antic hvikari que vol dir «covard». És possible que la paraula Hwicce la fessin servir els anglosaxons per referir-se a les tribus natives que habitaven a prop del riu Severn, en l'àrea de l'actual Worcester, els quals eren molt hàbils fent objectes de vímet, com ara cistelles. De fet, la paraula anglesa wicker («artesà del vímet») es creu que és d'origen escandinau.
Stephen Yeates ha interpretat aquest mot com a portador del significat «marmita, recipient sagrat» i el relaciona amb la forma de la vall de Gloucester i amb el culte romanobrità que es practicava en aquesta regió a una deessa fent servir una marmita, la qual anomenaven Mater Dobunna, suposadament associada amb les llegendes sobre el sant greal.
El topònim Hwicce es conserva formant part del nom d'algunes poblacions de la zona:
- Wychwood (Oxfordshire)
- Whichford (Warwickshire)
- Wichenford, Wychbury Hill i Droitwich (Worcestershire).[a]

El nom del govern del districte, Wychavon, és una paraula que també porta la mateixa arrel que Hwicce.

## Història
El territori dels Hwicce podria correspondre a l'antic territori dels Dobunni, descrit pels romans. Sembla que aquesta zona va estar habitada per britans des del segle i i va romandre així quan els romans van abandonar Britànnia al segle v. Hi ha tombes antigues i topònims que indiquen que en aquesta zona també van habitar els angles, en el sector nord-est, en la zona on el riu Avon passa per Warwickshire i potser per altres rutes; potser aquests colons angles van acceptar viure sota els governants de Hwicce.
A la Crònica anglosaxona diu que va haver una batalla a Dyrham l'any 577 en què els gewisse, comandats per Ceawlin van matar tres reis britans i van prendre possessió de les ciutats de Gloucester, Cirencester i Bath. El domini de Wessex en aquesta zona no va durar gaire, potser fins al 584, data de la batalla de Fethanleag, en què dos líders de Wessex van ser derrotats, Cutha va morir i Ceawlin se'n va tornar al seu país amb rancúnia, però amb més certesa l'any 603 quan, segons Beda, sant Agustí va fer una trobada amb els bisbes britans en "el roure de sant Agustí, en la frontera entre els Hwicce i els saxons occidentals".
Els colons angles van augmentar la seva influència sobre aquest país el 628 quan, segons diu la crònica, els saxons de l'oest van lluitar contra els angles comandats per Penda de Mèrcia a Cirencester i després van arribar a un acord de pau. Penda va guanyar però probablement havia establert prèviament una aliança amb els governants locals, ja que el Hwicce no va esdevenir immediatament part de Mèrcia sinó que va ser considerat un país aliat.
El Hwicce de l'època que va ser un subregne de Mèrcia incloïa diversos grups tribals, entre els quals estaven: els husmerae, els stoppingas i els weorgoran.
Els primers reis dels quals es té notícia van ser dos germans: Eanhere i Eanfrith. Beda va escriure que la reina Eafe "havia estat batejada en el seu propi país, el Regne dels Hwicce. Era la filla d'Eanfrith, germà d'Eanhere, i ambdós eren cristians, com també ho eren la gent de la seva terra."
És probable que el país es va convertir al cristianisme per l'acció de sacerdots celto-britans, abans que arribés la missió gregoriana, ja que Beda estava ben informat al respecte i no esmenta la conversió dels hwicce. Alguns topònims indiquen que els assentaments anglosaxons es van acceptar dins del país dels hwicce, però la l'escassa aparició d'altars pagans juntament a dos topònims amb la partícula eccles que indiquen el lloc com a antigues esglésies romanes, fan pensar que el cristianisme va sobreviure a l'influx de les creences paganes dels nouvinguts. S'han trobat restes de probables enterraments cristians d'aquesta època a sota de la catedral de Worcester i baix de l'església de St Mary de Lode, a Gloucester. Això sembla indicar que els anglosaxons es van integrar entre els hwicce a nivell religiós. Els membres de la dinastia governant de Hwicce van ser probablement figures determinants en el procés de conversió. Potser els caps de la tribu dels hwicce van establir matrimonis amb els caps de les primeres tribus dels angles i així es va crear la dinastia dels reis de Hwicce.
Mitjançant una complexa cadena de raonament, es pot deduir que Eanhere es va casar amb Osthryth, filla d'Oswiu de Northúmbria, i que els fills que va tenir amb ella van ser: Osric, Oswald i Oshere. Osthryth és esmentada també com a esposa d'Æthelred de Mèrcia. Un primer matrimoni amb Eanhere explicaria perquè Osric i Oswald són esmentats com a nepotes d'Æthelred, una paraula que es pot traduir com a «parents», «nebots» o «fillastres».
Osric anhelava tenir un bisbe per al Hwicce, però va ser per influència d'Oshere que es va crear la seu de Worcester l'any 679 o 680. Es creu que Osric ja havia mort en aquesta data. Tatfrid de Whitby va ser escollit com a primer bisbe de Hwicce, però va morir abans de la seva ordenació i el seu substitut va ser Bosel. En una crònica del segle xii es diu que Worcester va ser seleccionada com a seu del bisbat perquè era la capital dels hwicce.
A Oshere li van succeir els seus fills: Æthelheard, Æthelweard i Æthelric. A començaments del regnat d'Offa de Mèrcia, el Hwicce va estar governat per tres germans: Eanberht, Uhtred i Aldred, els dos darrers van viure fins al 780 aproximadament. Després d'ells sembla que el reialme va deixar d'existir. El governant que va haver després dels tres germans, Æthelmund, va morir en una batalla contra Wessex l'any 802, i és esmentat amb el títol de comte (earl).
Com a regió de Mèrcia, va seguir el mateix destí que aquest regne, fins que també va desaparèixer quan es va sotmetre al rei Alfred el Gran (877-883), per decisió d'Æthelred, senyor de Mèrcia, que possiblement era de Hwicce.

## Reis de Hwicce
No es conserva cap document antic amb la llista dels reis de Hwicce, la següent és el resultat de deduccions fetes pels historiadors moderns. Alguns reis de Hwicce sembla que van governar conjuntament tot el reialme o bé que se'l van repartir i van governar al mateix temps.
| Rei        | Període                    | Notes                                                         |
| ---------- | -------------------------- | ------------------------------------------------------------- |
|            | 628                        | Regne conquerit per Penda de Mèrcia.                          |
| Eanhere    | mitjan s.VII               |                                                               |
| Eanfrith   | mitjan s.VII               | germà d'Eanhere                                               |
| Osric      | actiu en la dècada del 670 | Sepultat a la catedral de Gloucester.                         |
| Oshere     | actiu en la dècada del 690 | Germà d'Osric. Mort abans del 716.                            |
| Æthelheard | actiu el 709               | Fill d'Oshere. Consta en una carta de donacions d'Æthelweard. |
| Æthelweard | actiu el 709               | Fill d'Oshere.                                                |
| Æthelric   | actiu el 736               | Fill d'Oshere.                                                |
| Eanberht   | actiu en la dècada del 750 | No consta en cap registre després del 759.                    |
| Uhtred     | active 750-779             |                                                               |
| Ealdred    | active 750-778             |                                                               |
|            | dècada del 780             | Assimilació total de Hwicce dins del regne de Mèrcia.         |

## Nobles de Hwicce
Amb el títol d'earl
| nom       | període          | notes |
| --------- | ---------------- | --- |
| Æthelmund | c. 796-802       | Mort en batalla el 802 |
| Æthelric  | fl. 804          | Fill d'Æthelmund. En e testament va demanar ser enterrat a Deerhurst.                                                                                          |
| Leofwine  | mort cap al 1023 | Pare de Leofric, Earl de Mèrcia |
| Odda      | mort el 1056     | Construí la capella d'Odda a Deerhurst per l'ànima del seu germà Ælfric.Enterrat a Pershore. L'àrea de la seva jurisdicció probablement no va incloure Hwicce. |

Sense títol conegut
Un noble anomenat Æthelmod de Hwicce va fer donacions de terres a l'abadessa Beorngyth l'octubre del 680.
Osred (c. 693) va ser un noble dels Hwicce, que alguns historiadors creuen que va ser rei.